# Stuart Pettman
Stuart Pettman, angleški igralec snookerja, * 24. april 1975, Preston, Lancashire, Anglija.

## Kariera
Pettman živi v Prestonu. V karieri se je dvakrat uspel prebiti na glavni del Svetovnega prvenstva, v letih 2003 in 2004. Na prvenstvu leta 2004 je v petem krogu kvalifikacij premagal Shauna Murphyja in v šestem Marca Fuja, oba sta danes med najboljšimi osmimi igralci sveta po jakostni lestvici. Zatem je v prvem krogu glavnega dela prvenstva sicer izgubil proti Stephenu Hendryju z 2-10. Leta 2003 je, podobno kot leto kasneje, v prvem krogu izpadel z izidom 2-10, tedaj proti Marku Williamsu.
Preden se je uvrstil v svojo prvo osmino finala katerega od jakostnih turnirjev v karieri, je desetkrat izpadel v šestnajstini finala jakostnih turnirjev. Sezono 2007/08 je odprl z uvrstitvijo v osmino finala turnirja Shanghai Masters 2007. Na turnirju je dobil 4 dvoboje, in nato še petega po predaji Ronnieja O'Sullivana, preden je priznal premoč Stuartu Binghamu, ki je slavil z izidom 5-4. Že na naslednjem jakostnem turnirju sezone, Grand Prixju, je ponovil odlično igro s prejšnjega turnirja in dobil vseh 7 dvobojev v svoji kvalifikacijski skupini. V skupini na glavnem delu turnirja je vnovič prikazal solidno igro, a ni iztržil ničesar več od nehvaležnega tretjega mesta (za Murphyjem in Fujem). Njegova forma je po Grand Prixju upadla in do leta 2009 ni dosegel vidnejših rezultatov.
Leta 2009 pa se mu je zgodil turnir China Open, na katerem se je prvič v karieri prebil v polfinale jakostnega turnirja. To mu je uspelo po zmagah nad  Markom Allenom, Alijem Carterjem in Graemom Dottom. Izločil ga je kasnejši zmagovalec turnirja Peter Ebdon z izidom 6-1.